# Misery Business
Misery Business è il primo singolo estratto dall'album Riot! del gruppo musicale statunitense Paramore. Il singolo è stato pubblicato il 18 giugno 2007 negli Stati Uniti e l'11 febbraio 2008 in Europa.

## Descrizione
È il singolo dei Paramore con il maggior numero di vendite negli Stati Uniti, avendo raggiunto la cifra di 4.000.000 di copie vendute nel marzo 2019. Dal 2007 traccia fissa nella scaletta dei concerti dei Paramore, nel 2018 il gruppo dichiara di non avere più intenzione di suonare dal vivo Misery Business; nel 2015 la cantante Hayley Williams, coautrice del brano con l'ormai ex chitarrista del gruppo Josh Farro, dichiara infatti di non rispecchiare più il suo pensiero nel testo dello stesso (e in particolare nella frase «Once a whore, you're nothing more» [lett. Una volta troia, non sei più nient'altro], avendolo scritto all'età di 17 anni e ritenendolo ora «anti-femminista», anche a causa di alcune critiche di sessismo lanciate al gruppo durante gli anni passati. Dopo aver partecipato a una cover dal vivo eseguita dalla cantante americana Billie Eilish nell'aprile 2022, il gruppo ha ricominciato a portare dal vivo il brano nell'ottobre dello stesso anno, saltando comunque la frase stigmatizzata dalla Williams.

## Video musicale
Il video ufficiale per il brano, girato a Los Angeles e diretto da Shane Drake, alterna scene dinamiche in cui i Paramore suonano in una stanza con pareti e pavimento ricoperti di "Riot!" di varie dimensioni, a quelle che mostrano una ragazza vestita di blu e pesantemente truccata che compie indifferentemente vari atti di bullismo su alcuni compagni di scuola. Questa entra spingendo alcune compagne in corridoio in modo da poter passare e taglia la treccia ad una compagna, fa cadere un ragazzo con il braccio visibilmente ingessato, facendogli male. Vede una coppia di fidanzati e bacia il ragazzo proprio accanto alla sua ragazza per poi toglierle un po' di rossetto dalla bocca in segno di provocazione.
A questo punto, i membri dei Paramore fanno la loro uscita da una porta, all'interno della scuola, e s'incamminano verso la ragazza prepotente; Hayley Williams, cantante del gruppo, la ridicolizza togliendole prima le imbottiture (che sembrano essere protesi di silicone finte) del reggiseno, e poi il trucco pesante con un fazzoletto. La lascia infine in lacrime, dopo averle riso in faccia, nel corridoio.

## Tracce
Testi e musiche di Hayley Williams e Josh Farro, eccetto dove indicato.
CD (USA)
1. Misery Business – 3:18
2. Stop This Song (Love Sick Melody) – 3:23 (Williams, J. Farro, Z. Farro, J. York, T. York)

EP digitale, CD (AUS), vinile 1
1. Misery Business – 3:18
2. My Hero (Electronic Mix) – 3:39 (Foo Fighters)
3. Stop This Song (Love Sick Melody) – 3:23 (Williams, J. Farro, Z. Farro, J. York, T. York)

Vinile 2
1. Misery Business – 3:18
2. Sunday Bloody Sunday – 4:20 (U2)

## Formazione
- Hayley Williams – voce
- Josh Farro – chitarra
- Jeremy Davis – basso
- Zac Farro – batteria

## Classifiche
| Classifica (2008)          | Posizione massima |
| -------------------------- | ----------------- |
| Belgio (Fiandre)           | 14                |
| Brasile                    | 1                 |
| Canada                     | 67                |
| Germania                   | 79                |
| Paesi Bassi                | 28                |
| Portogallo                 | 23                |
| Regno Unito                | 17                |
| Regno Unito (rock & metal) | 1                 |
| Stati Uniti                | 26                |
| Stati Uniti (alternative)  | 3                 |
| Stati Uniti (pop)          | 12                |
| Stati Uniti (adult pop)    | 31                |
| Stati Uniti (digital)      | 11                |
| Stati Uniti (radio)        | 33                |

## Altri utilizzi
La cantante Olivia Rodrigo ha interpolato il ritornello della canzone per il suo brano Good 4 U del 2021.